# 徳島県公安委員会
徳島県公安委員会（とくしまけんこうあんいいんかい）は、徳島県警察を管理するため徳島県知事所轄の下に設置される行政委員会である。3人の委員で構成される。所在地は徳島市万代町2丁目5番地1である。

## 委員
徳島県は政令指定都市を包括しないため、3人の委員で構成される。
以下は2024年7月22日現在。
- 委員長
  - 岡田好史（株式会社阿波銀行相談役）[2]
- 委員
  - 稲井芳枝（特定非営利活動法人徳島県消費者協会会長）[2]
  - 三谷郁彦（東邦フイルム株式会社代表取締役社長）[2]

## 下部組織
- 徳島県警察